# Vol Aerolíneas Argentinas 707
Le vol Aerolíneas Argentinas 707 est un vol régulier international, opéré par un Hawker Siddeley HS.748, immatriculé LV-HGW, et assurant la liaison entre Asuncion, au Paraguay, à Buenos Aires, en Argentine, avec plusieurs escales prévues à Formosa, Corrientes et Rosario, qui s'est écrasé le 4 février 1970 près de la ville de Loma Alta, en Argentine.

## Accident
Alors qu'il effectue la troisième étape du vol, entre Corrientes et Rosario, le vol 707 a traversé un cumulonimbus; les pilotes ont ensuite perdu le contrôle de l'avion après avoir rencontré de fortes turbulences au cœur de l'orage.
L'avion a alors pris une inclinaison à gauche de 90° et est entré dans une plongeon à 45° à piqué, il s'est ensuite écrasé à grande vitesse au sol, tuant sur le coup les 37 occupants de l'avion (33 passagers et 4 membres d'équipage). 

## Cause
La cause principale de l'accident s'est avérée être une perte de contrôle de l'avion et une collision avec le relief, à la suite de la traversée d'une zone avec des conditions météorologiques défavorables, dont de fortes turbulences à haute altitude.